# Ericus Thomæ Simtelius
Ericus Thomæ Simtelius, död 1620 i Simtuna socken, var en svensk präst och riksdagsman.

## Biografi
Om Ericus Thomæ Simtelius bakgrund är inget annat känt än att hans sigill i räkenskaperna till Älvsborgs lösen har initialerna ETH. Han hade magistergraden och finns omnämnd som kyrkoherde i Simtuna socken, som åtminstone senare var ett regalt pastorat, från 1594, och kan möjligen ha varit kontraktsprost i Fjärdhundra södra kontrakt. Pastoratet rannsakades 1602 av ärkebiskop Olaus Martini och stiftets biskop Olaus Stephani Bellinus för papism, varvid Simtelius kritiserades för att inte ha undervisat sin församling tillräckligt nitiskt och skickligt.
Simtelius var fullmäktig vid riksdagen 1610.
Han var gift två gånger. Dottern Sara Simtelia var hustru till Erik Gabrielsson Emporagrius.